# St. Laurentius (Elsterberg)

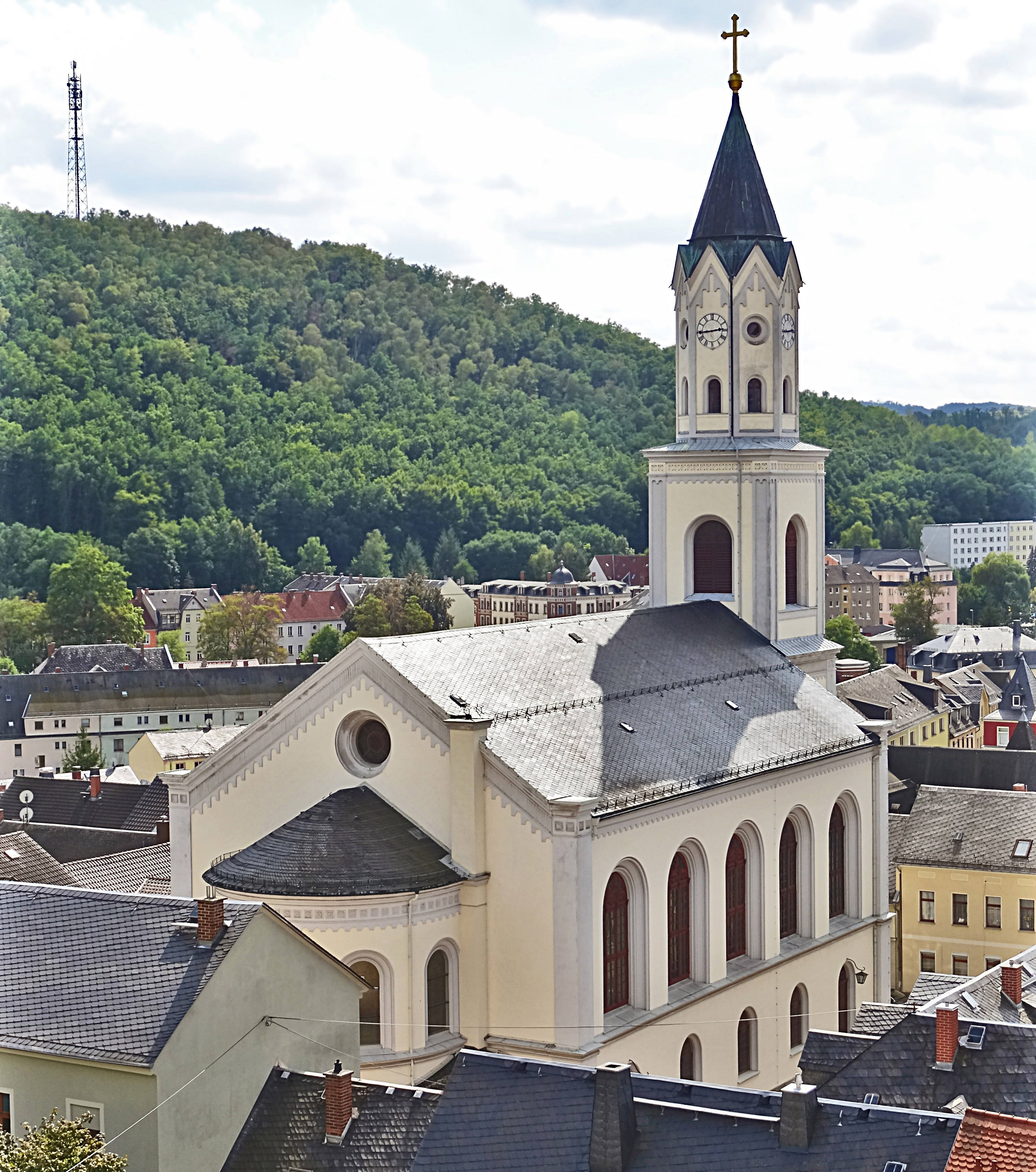
St. Laurentius (Elsterberg)

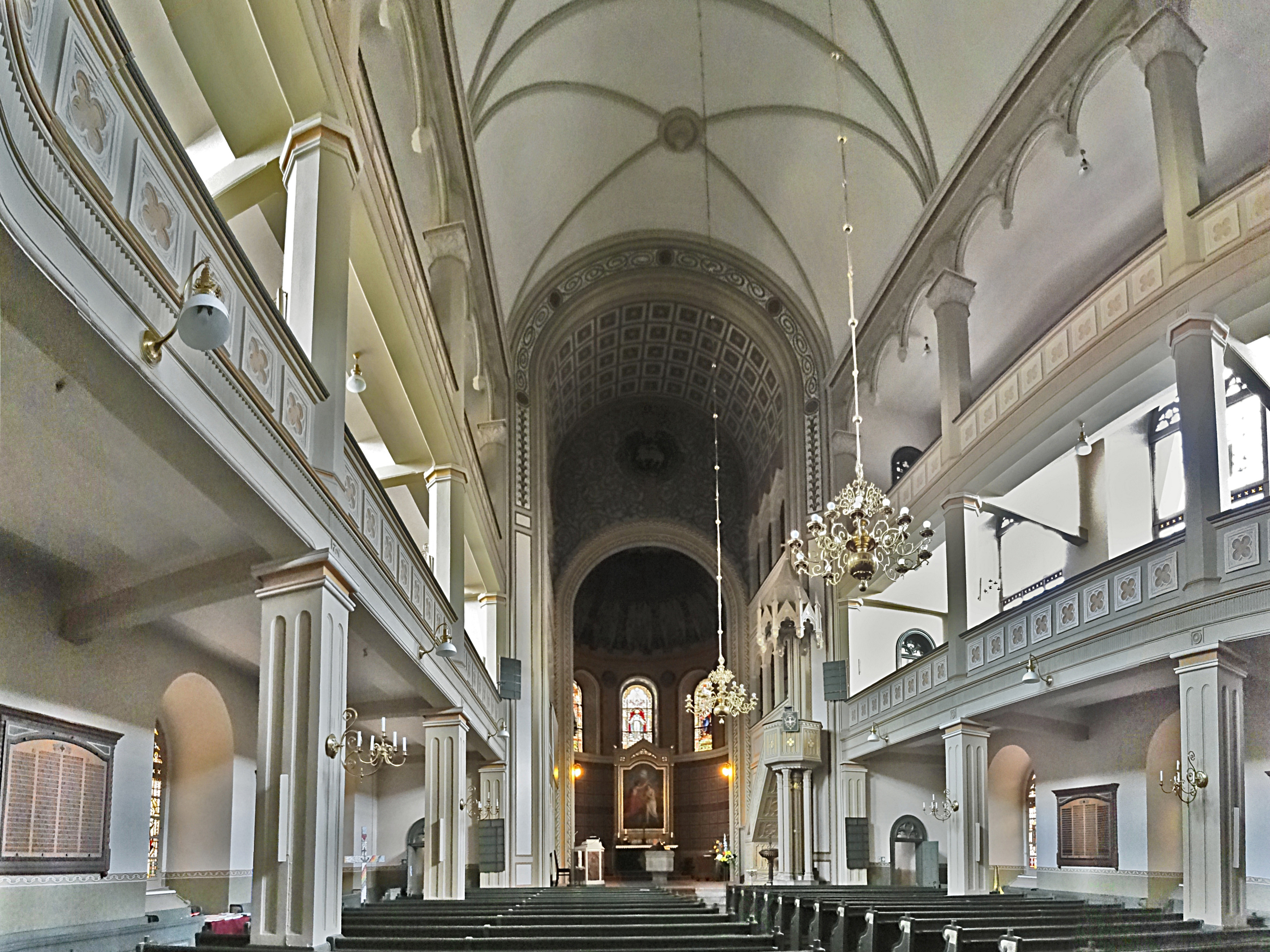
Innenansicht

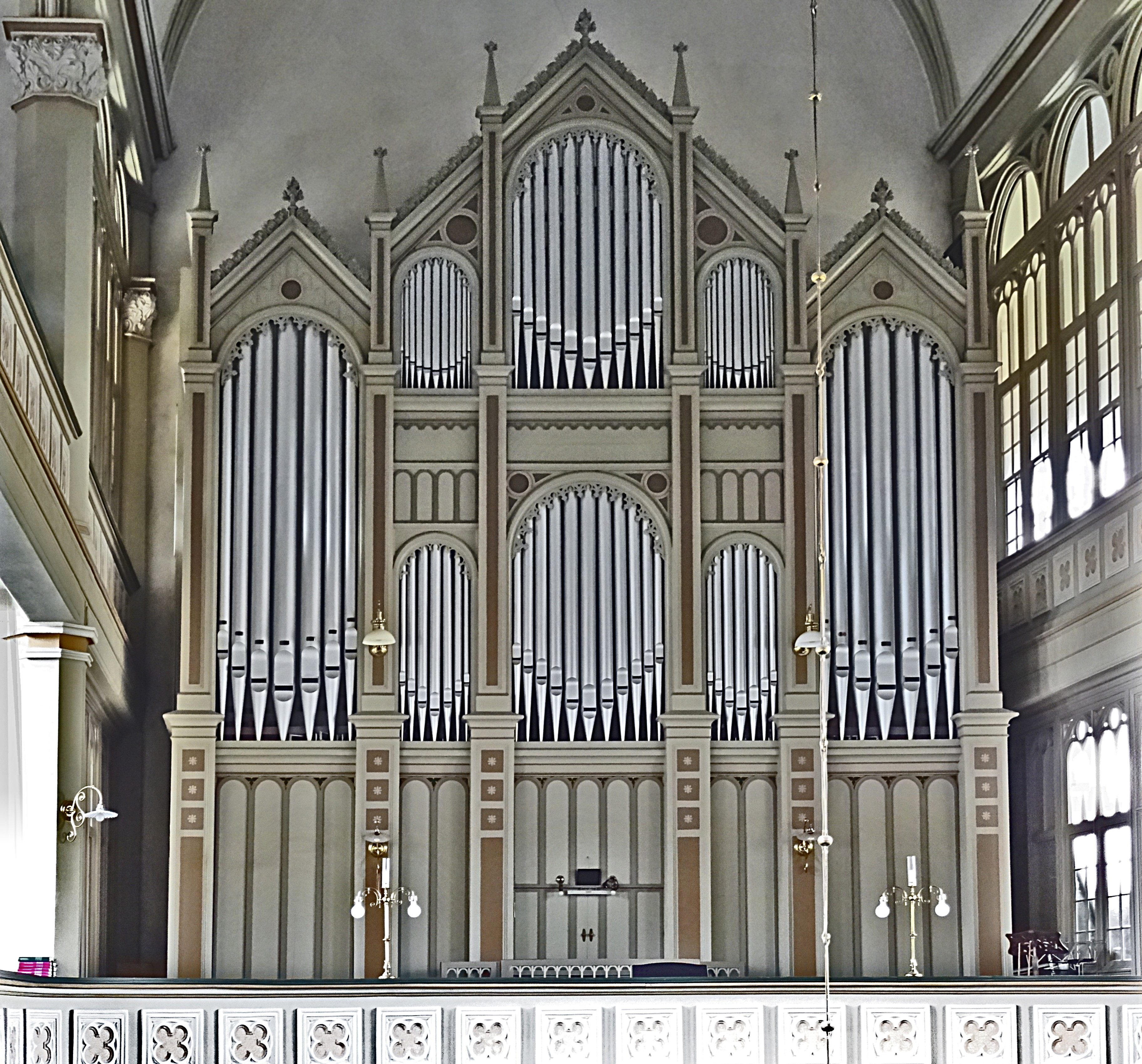
Orgel

Die evangelische Kirche St. Laurentius ist eine Saalkirche des Historismus in Elsterberg im Vogtlandkreis in Sachsen. Sie gehört zur Kirchengemeinde Ruppertsgrün im Kirchenbezirk Vogtland der Evangelisch-Lutherischen Landeskirche Sachsens.

## Geschichte und Architektur
Die stattliche überwiegend neuromanische Emporenhalle mit beachtlicher innerer Höhe wurde in den Jahren 1841–45 nach Plänen von Ernst Otto Rossbach aus Plauen anstelle des durch Brand vernichteten Vorgängerbauwerks errichtet. Eine Erneuerung erfolgte in den Jahren 1909 durch Julius Zeißig sowie eine Innenrestaurierung im Jahr 1996.
Das Bauwerk ist ein Putzbau mit geradem Chorschluss und Apsis, Ecklisenen und Rundbogenfenstern mit fein gestalteten Gewändeprofilen. Ein markanter Westturm, der in den Untergeschossen quadratisch und im schlanken Obergeschoss oktogonal gebildet ist, wird von Dreieckgiebeln und einem Pyramidendach bekrönt.
Das Mittelschiff hat ein Tonnengewölbe, die Seitenschiffe sind flach gedeckt und vertikal durch zwei Emporenetagen gegliedert.
Der Kirchenraum ist in einen Chorbereich und einen Langhausbereich aufgeteilt.
Im Chorbereich ist das Mittelschiffsgewölbe kassettiert und die Emporen sind hier zu verglasten Logen mit hölzernen Maßwerken ausgebaut.
Im Langhausbereich ist die Mittelschiffstonne mit Gurtbögen und diagonalen dünnen Rippen versehen, um den Eindruck von Kreuzrippen- oder Kreuzgratgewölben zu erwecken. Hier sind die Seitenschiffe unter und über den Emporen offen. An der Decke schließen die Arkaden oberhalb der Kelchblockkapitelle der außer im Erdgeschoss achteckigen Pfeiler mit einer Bogengirlande, kreativ aus den Bogenfriesen mittelalterlicher Romanik abgeleitet. An den Chor schließt als Altarraum eine Apsis an, nach dem Vorbild mittelalterlicher Romanik etwa ein Geschoss niedriger als das Mittelschiff. Die Wand über dem Apsisbogen und die Apsis selber wurden 1909 von Julius Zeißig mit einer Ausmalung im Jugendstil geschmückt. Sie zeigt über dem Apsisbogen das Lamm Gottes und ist im Apsisgewölbe als Himmel gestaltet; die Apsis ist mit einem ornamentalen Sockel versehen und zeigt zwischen den Fenstern Medaillons mit Evangelistendarstellungen, in der Kalotte sieben Engelsfiguren.

## Ausstattung
Das Altargemälde zeigt eine Darstellung der Taufe Christi, die 1845 von Müller aus Leipzig ausgeführt wurde. Die ungewöhnlich hohe Holzkanzel ist in neugotischen Formen gestaltet. Die oktogonale steinerne Taufe ist mit einem Metalldeckel aus dem Jahr 1909 versehen.
Ein Tafelbild aus Holz zeigt eine gemalte Stifterdarstellung der Familie Strauß aus der Zeit um 1680 mit Christus am Ölberg im oberen und mit der Stifterfamilie zu Füßen des Gekreuzigten darunter.
In der Apsis sind fünf Farbglasfenster aus dem Jahr 1848 mit einer Darstellung des segnenden Christus in der Mitte zu sehen, seitlich mit Christus als Guter Hirte und an die Himmelspforte klopfend, außen die Apostel Petrus und Paulus.
Im Saal sind Fenster mit Darstellung verschiedener Gleichnisse des Neuen Testaments, die in den Jahren 1909/10 nach Entwürfen von H. Phieler aus Elberfeld durch Puhl und Wagner aus Berlin-Rixdorf ausgeführt wurden.
Die Orgel ist ein Werk von Jehmlich aus dem Jahr 1846 mit heute 34 Registern auf zwei Manualen und Pedal, das in den Jahren 1894 und 1913 umgebaut und 2003 durch Thomas Wolf restauriert wurde.